# Passenger (álbum de Passenger)
Passenger es el álbum debut de la banda de metal Passenger, lanzado a través de Century Media en el 2003.

## Lista de canciones
1. "In Reverse" – 2:56
2. "In My Head" – 4:15
3. "For You" – 2:58
4. "Just the Same" – 3:13
5. "Carnival Diaries" – 3:55
6. "Circus" – 4:17
7. "Rain" – 3:14
8. "Circles" – 4:44
9. "I Die Slowly" – 3:36
10. "Used" – 3:52
11. "Eyes of My Mind" – 5:28
12. "Drowning City (demo)" (Bonus)

## Créditos
Músicos
- Anders Fridén – Voz
- Niclas Engelin – Guitarras
- Patrik J. Sten – Batería
- Håkan Skoger – Bajo
- Pierre J. Sten – Teclado, Programación, Samplers

Producción
- Producido y mezclado por Passenger
- Mezclado adicional por Fredrik Nordström
- Masterizado por Göran Finnberg